# بسام القاضي
بسام يوسف القاضي صحفي سوري طليقته ردينة حيدر وزوجته الحالية دنيا قصرملي ولد في 2 آذار / مارس 1965 في مدينة حمص، لأم (ربة منزل)، وأب كان جنديا في الجيش يتنقل من مكان إلى آخر.
عاش في حمص لخمس سنوات، ثم في دوما (شرق دمشق) لخمس سنوات أخرى. ثم لسبع سنوات في جبلة (جنوب اللاذقية)، ثم لسنة في القحطانية (تربسبية، شرق القامشلي)، ثم لسنة ونصف في لبنان، وما تبقى في دمشق حتى اليوم..
حصل على الشهادة الثانوية العامة في 1983،

## أعمال
1. عمل في العديد من المهن: فران، دهان، كهربائي، بائع متجول.
2. عمل في جريدة النور، مسؤولا عن صفحة المجتمع، وكاتب زاوية أسبوعية فيها، منذ 2001 حتى 2006 حين تم فصله من العمل نتيجة موقفه المعارض لبث الفضائيات العربية صور القتلى والجثث ضحايا الحرب التي شنها الكيان الصهيوني على جنوب لبنان عام2006.

## مرصد نساء سورية
أسس مرصد نساء سورية في تشرين الثاني 2004، وأطلق «رسميا» في 5 يناير 2005. يهتم مرصد نساء سورية بقضايا المرأة والطفل والأشخاص المعوقين وقاد المرصد عدة حملات لمناهضة جرائم الشرف ولمنح جنسية المرأة السورية لأولادها وغيرها.

## مشروع الرياض الدامجة
والأستاذ بسام القاضي هو مدير اعلام وعلاقات عامة، ومدرب في مجالات بناء العلاقات مع الأسرة والمجتمع المحلي والإعلام، في مشروع الرياض الدامجة منذ 15 مايو 2012، والرياض الدامجة هو مشروع ممول من منظمة «دروسوس» الدولية (Drosos)، تقوم به جمعية آفال الروح للنساء المعاقات وأمهات الأطفال المعاقين، وهي معية تنموية مرخصة في سورية، تهدف إلى تطوير 9 رياض أطفال في سورية لتكون ملائمة لجميع الأطفال باختلافاتهم، ضمنا الأطفال المعاقين إعاقات خفيفة ومتوسطة.

## حياته السياسية

### إنتمائه الحزبي
1. عضو في حزب البعث العربي الاشتراكي من 1981 حتى 1982، حين تم فصله من الحزب.
2. عضو في حزب العمل الشيوعي من 1983 وحتى انتهاء الحزب (أمنيا) في 1992.

### إعتقالات طالته
1. اعتقل للمرة الأولى في شباط 1985، حتى نيسان من العام نفسه. مر خلالها على أكثر من عشرين سجنا وفرع مخابرات.
2. عاش سرا لثلاث سنوات نتيجة الملاحقة الأمنية منذ 1987، حتى اعتقل للمرة الثانية في 5/8/1990 حتى 12/8/1996 في سجن صيدنايا (وقبلها في إدارة أمن الدولة، الفرع الداخلي).
3. اعتقل للمرة الثالثة في 21/11/1999 حتى 22/11/2000 في «فرع المدينة» التابع للأمن السياسي، وفي سجن عدرا.

### أحكام قضائية
1. ممنوع من السفر منذ 1987 وحتى تاريخ 8/2011..
2. محكوم بمحكمة أمن الدولة العليا (18/12/1994)، بحرمان من الحقوق المدنية والسياسية ما يزال مستمرا حتى الآن.

## وصلات خارجية
- الموقع الرسمي لبسام القاضي
- مرصد نساء سورية
- منتدى نساء سورية
- مشروع الرياض الدامجة